# 游埠古桥群
游埠古桥群，位于中华人民共和国浙江省金华市兰溪市游埠镇，是浙江省省级文物保护单位之一。
2005年11月3日，游埠古桥公布为第五批兰溪市文物保护单位，编号5-40，包括永安桥、永福桥、永济桥、潦溪桥。2017年1月19日，其中前三座古桥，以“游埠古桥群”之名被列入第七批浙江省文物保护单位，该文物保护单位分类属于古建筑类，编号7-145。